# Liga Nacional de Básquetbol 2017-18
La Temporada 2017-18 de la Liga Nacional DirecTV fue la octava de la historia de la competición chilena de básquetbol. El campeonato comenzó el 30 de septiembre de 2017 con un formato de conferencias (sur y norte) en donde cada uno jugó partidos de ida y vuelta todos contra todos y en paralelo se jugó una fase zonal tal como se viene haciendo de la última temporada, para dar paso a los playoffs en febrero del año 2018. El equipo campeón clasificó a la Liga Sudamericana de Clubes 2018.
Además de los 8 equipos franquicia, se unieron a esta lista los 2 equipos mejor ubicados en Libcentro 2017 y Liga SAESA 2017 respectivamente.

## Antecedentes
Esta temporada fue totalmente marcada por el aumento de cupos para contratación de extranjeros, aumentando el cupo a 3 por equipos. Con esto trajo una gran división de opiniones de hinchas y jugadores los cuales aceptan esto como una gran oportunidad de aumentar el nivel deportivo ya que los jugadores nacionales deberán comenzar a esforzarse para lograr permanecer en cancha, mientras que los detractores no creen que con un extranjero más aumente el nivel, solo aumentara el espectáculo.

## Sistema de campeonato
La temporada contó con 3 fases: La Fase Nacional, interzonal y los Playoffs, los cuales constaron de una clasificación y re-clasificación a las semifinales para dar paso a las finales de conferencia, ambos campeones zonales pasaron a la gran final nacional.

### Fase Nacional
Ese año la temporada permaneció con el mismo formato que la temporada anterior.
Los 12 equipos que disputarón el campeonato jugaron 36 fechas. Se jugaron en sistema de franquicias, cada equipo jugó todos contra todos en partidos de ida y vuelta. En esta misma etapa, se jugó en paralelo la fase zonal llamado interzona, en los que jugó todos contra todos en partidos de ida y vuelta. 
En primera rueda: Se midieron en encuentros de ida entre equipos de la misma conferencia, esta fase consta de 11 fechas.
interzona: En la fase interzona, los equipos jugaron partidos de ida y vuelta en su misma conferencia las cuales se jugaron en paralelo con la fase nacional con 10 fechas.
segunda rueda: En esta última rueda también constó de 11 fechas, en la que todos los equipos jugaron los partidos de vuelta.
Todos los equipos pasaron a play off.

### Playoffs
Los primeros dos equipos de cada conferencia, pasaron directo a la semifinal. En los cuartos de final se enfrentaron los equipos de la misma conferencia; el tercero contra el sexto y el cuarto contra el quinto, el cual se juega al mejor de 5 partidos.
Avanzan a semifinales los 2 equipos ganadores de las series en cada conferencia mientras que los 2 perdedores deberán jugar una nueva serie para no descender y perder la categoría.
La semifinal se juega por conferencia tanto como la final, los ganadores fueron los campeones de conferencia y se enfrentaron en la gran final nacional.

## Equipos participantes
Se enfrentaron equipos que van desde la región de Valparaíso hasta la Región de los Lagos. 12 equipos dieron vida a esta temporada. En esta temporada se contó con la presencia de 10 clubes franquiciados y 2 que ganaron sus cupos en cancha: Municipal Puente Alto de la Libcentro 2017 y Club Deportes Castro de la Liga SAESA 2017. Ambos clubes habían perdido su cupo en cancha en la última temporada de la LNB, pero en los torneos siguientes lograron ganar el cancha nuevamente este cupo. 
| Nombre                                    | Ciudad       | Cancha                                             |  |  |
| ABA Ancud                                 | Ancud        | Gimnasio Fiscal de Ancud                           |  |  |
| Colegio Los Leones de Quilpué             | Quilpué      | Gimnasio Colegio Los Leones                        |  |  |
| Municipal Puente Alto                     | Puente Alto  | Gimnasio Municipal de Puente Alto                  |  |  |
| Deportes Castro                           | Castro       | Gimnasio Municipal de Castro                       |  |  |
| Club Deportivo Valdivia                   | Valdivia     | Coliseo Antonio Azurmendy                          |  |  |
| Español de Talca                          | Talca        | Gimnasio Cendyr Sur                                |  |  |
| Las Ánimas                                | Valdivia     | Gimnasio de Las Ánimas / Coliseo Antonio Azurmendy |  |  |
| Tinguiririca San Fernando                 | San Fernando | Gimnasio Hermanos Maristas                         |  |  |
| Universidad Católica                      | Santiago     | Estadio Palestino                                  |  |  |
| Universidad de Concepción                 | Concepción   | Casa del Deporte                                   |  |  |
| Club Social y Deportivo Osorno Básquetbol | Osorno       | Monumental María Gallardo                          |  |  |
| Club Escuela de Básquetbol Puerto Montt   | Puerto Montt | Gimnasio Municipal                                 |  |  |

| Región                                           | Cantidad |
| ------------------------------------------------ | -------- |
| Región Metropolitana de Santiago                 | 2        |
| Región de Los Lagos                              | 4        |
| Región de Los Ríos                               | 2        |
| Región de Valparaíso                             | 1        |
| Región del Maule                                 | 1        |
| Región del Libertador General Bernardo O'Higgins | 1        |
| Biobío                                           | 1        |

## Posiciones
Fecha de actualización: 02 de febrero de 2018
| Pos. | Equipos                       | PTS | PJ | PG | PP | PF   | PC   | DIF  |
| ---- | ----------------------------- | --- | -- | -- | -- | ---- | ---- | ---- |
| 1.   | Colegio Los Leones de Quilpué | 54  | 32 | 22 | 10 | 2908 | 2723 | +185 |
| 2.   | Universidad de Concepción     | 50  | 32 | 18 | 14 | 2537 | 2464 | +73  |
| 3.   | Universidad Católica          | 49  | 32 | 17 | 15 | 2780 | 2745 | +35  |
| 4.   | Municipal Puente Alto         | 49  | 32 | 17 | 15 | 2683 | 2610 | +73  |
| 5.   | Español de Talca              | 44  | 32 | 14 | 18 | 2544 | 2688 | -124 |
| 6.   | Tinguiririca San Fernando     | 39  | 32 | 7  | 25 | 2495 | 2782 | -287 |

| Pos. | Equipos                           | PTS | PJ | PG | PP | PF   | PC   | DIF  |
| ---- | --------------------------------- | --- | -- | -- | -- | ---- | ---- | ---- |
| 1.   | Las Ánimas                        | 57  | 32 | 25 | 7  | 2746 | 2516 | +230 |
| 3.   | Club Deportivo Valdivia           | 52  | 32 | 20 | 12 | 2666 | 2538 | +128 |
| 2.   | ABA Ancud                         | 52  | 32 | 20 | 12 | 2658 | 2553 | +105 |
| 4.   | Deportes Castro                   | 44  | 32 | 12 | 20 | 2544 | 2632 | -88  |
| 5.   | C. S. Deportivo Osorno Básquetbol | 42  | 32 | 10 | 22 | 2779 | 2965 | -186 |
| 6.   | CEB Puerto Montt                  | 42  | 32 | 10 | 22 | 2571 | 2717 | -146 |

     1° y 2° lugar. Avanza a semifinales. 

     3° hasta 6° lugar. Avanza a cuartos de final.

## Playoffs
Fixture de la fase final del campeonato:
|  | Primera ronda | Primera ronda    | Primera ronda          |   |                        | Cuartos de final             | Cuartos de final             | Cuartos de final             |  |  | Semifinales               | Semifinales               | Semifinales               |  |  | Final                    | Final                    | Final                    |
|  |               |                  |                        |   |                        | 17 de febrero al 14 de marzo | 17 de febrero al 14 de marzo | 17 de febrero al 14 de marzo |  |  | 17 de marzo al 7 de abril | 17 de marzo al 7 de abril | 17 de marzo al 7 de abril |  |  | 14 de abril al 5 de mayo | 14 de abril al 5 de mayo | 14 de abril al 5 de mayo |
|  |               |                  |                        |   |                        |                              |                              |                              |  |  |                           |                           |                           |  |  |                          |                          |                          |
|  |               |                  |                        |   |                        |                              |                              |                              |  |  |                           |                           |                           |  |  |                          |                          |                          |
|  |               |                  |                        |   |                        |                              |                              |                              |  |  |                           |                           |                           |  |  |                          |                          |                          |
|  |               |                  |                        |   |                        |                              |                              |                              |  |  |                           |                           |                           |  |  |                          |                          |                          |
|  |               |                  |                        |   |                        |                              |                              |                              |  |  |                           |                           |                           |  |  |                          |                          |                          |
|  | 3             | U. Católica      | 3                      |   |                        |                              |                              |                              |  |  |                           |                           |                           |  |  |                          |                          |                          |
|  | 3             | U. Católica      | 3                      |   | U. Católica            | 2                            |                              |                              |  |  |                           |                           |                           |  |  |                          |                          |                          |
|  | 6             | Tinguiririca     | 1                      |   | U. Católica            | 2                            |                              |                              |  |  |                           |                           |                           |  |  |                          |                          |                          |
|  | 6             | Tinguiririca     | 1                      |   | U. de Concepción       | 4                            |                              |                              |  |  |                           |                           |                           |  |  |                          |                          |                          |
|  |               |                  |                        |   | U. de Concepción       | 4                            |                              |                              |  |  |                           |                           |                           |  |  |                          |                          |                          |
|  |               |                  |                        |   |                        |                              |                              |                              |  |  |                           |                           |                           |  |  |                          |                          |                          |
|  |               |                  |                        |   | U. de Concepción       | 1                            |                              |                              |  |  |                           |                           |                           |  |  |                          |                          |                          |
|  |               |                  |                        |   | U. de Concepción       | 1                            |                              |                              |  |  |                           |                           |                           |  |  |                          |                          |                          |
|  |               |                  | Los Leones de Quilpué  | 4 |                        |                              |                              |                              |  |  |                           |                           |                           |  |  |                          |                          |                          |
|  |               |                  | Los Leones de Quilpué  | 4 |                        |                              |                              |                              |  |  |                           |                           |                           |  |  |                          |                          |                          |
|  | 4             | Puente Alto      | 3                      |   |                        |                              |                              |                              |  |  |                           |                           |                           |  |  |                          |                          |                          |
|  | 4             | Puente Alto      | 3                      |   | Puente Alto            | 2                            |                              |                              |  |  |                           |                           |                           |  |  |                          |                          |                          |
|  | 5             | Español de Talca | 2                      |   |                        | 2                            |                              |                              |  |  |                           |                           |                           |  |  |                          |                          |                          |
|  | 5             | Español de Talca | 2                      |   | Los Leones de Quilpué  | 4                            |                              |                              |  |  |                           |                           |                           |  |  |                          |                          |                          |
|  |               |                  |                        |   |                        |                              |                              |                              |  |  |                           |                           |                           |  |  |                          |                          |                          |
|  |               |                  |                        |   |                        |                              |                              |                              |  |  |                           |                           |                           |  |  |                          |                          |                          |
|  |               |                  |                        |   | Los Leones de Quilpué  | 1                            |                              |                              |  |  |                           |                           |                           |  |  |                          |                          |                          |
|  |               |                  |                        |   | Los Leones de Quilpué  | 1                            |                              |                              |  |  |                           |                           |                           |  |  |                          |                          |                          |
|  |               |                  | Las Ánimas de Valdivia | 4 |                        |                              |                              |                              |  |  |                           |                           |                           |  |  |                          |                          |                          |
|  |               |                  | Las Ánimas de Valdivia | 4 |                        |                              |                              |                              |  |  |                           |                           |                           |  |  |                          |                          |                          |
|  | 3             | ABA Ancud        | 3                      |   |                        |                              |                              |                              |  |  |                           |                           |                           |  |  |                          |                          |                          |
|  | 3             | ABA Ancud        | 3                      |   | ABA Ancud              | 3                            |                              |                              |  |  |                           |                           |                           |  |  |                          |                          |                          |
|  | 6             | CEB Puerto Montt | 1                      |   | ABA Ancud              | 3                            |                              |                              |  |  |                           |                           |                           |  |  |                          |                          |                          |
|  | 6             | CEB Puerto Montt | 1                      |   | CD Valdivia            | 4                            |                              |                              |  |  |                           |                           |                           |  |  |                          |                          |                          |
|  |               |                  |                        |   | CD Valdivia            | 4                            |                              |                              |  |  |                           |                           |                           |  |  |                          |                          |                          |
|  |               |                  |                        |   |                        |                              |                              |                              |  |  |                           |                           |                           |  |  |                          |                          |                          |
|  |               |                  |                        |   | CD Valdivia            | 1                            |                              |                              |  |  |                           |                           |                           |  |  |                          |                          |                          |
|  |               |                  |                        |   | CD Valdivia            | 1                            |                              |                              |  |  |                           |                           |                           |  |  |                          |                          |                          |
|  |               |                  | Las Ánimas de Valdivia | 4 |                        |                              |                              |                              |  |  |                           |                           |                           |  |  |                          |                          |                          |
|  |               |                  | Las Ánimas de Valdivia | 4 |                        |                              |                              |                              |  |  |                           |                           |                           |  |  |                          |                          |                          |
|  | 4             | Deportes Castro  | 3                      |   |                        |                              |                              |                              |  |  |                           |                           |                           |  |  |                          |                          |                          |
|  | 4             | Deportes Castro  | 3                      |   | Deportes Castro        | 0                            |                              |                              |  |  |                           |                           |                           |  |  |                          |                          |                          |
|  | 5             | CSD Osorno       | 2                      |   |                        | 0                            |                              |                              |  |  |                           |                           |                           |  |  |                          |                          |                          |
|  | 5             | CSD Osorno       | 2                      |   | Las Ánimas de Valdivia | 4                            |                              |                              |  |  |                           |                           |                           |  |  |                          |                          |                          |
|  |               |                  |                        |   | Las Ánimas de Valdivia | 4                            |                              |                              |  |  |                           |                           |                           |  |  |                          |                          |                          |

## Conferencia Centro

### Cuartos de final

#### Universidad Católica (3) vs. Tinguiririca (1)
| 3 de febrero de 2018 18:00 | Universidad Católica                              | 81–67                | Tinguiririca                                  | |  |  |
|                            | Parciales: 20-11, 25-16, 20-14, 16-26             |                      |                                               | |  |  |
|                            | Estadísticas T. Motley M. Morgan F. Schuler Casas | Reporte Pts Reb Asts | Estadísticas D. Ramirez Medina H. Crawford Jr | Pabellón: Estadio Palestino, Santiago Árbitros: Carlos Nuñez Eric Navarrete Televisión: CDO Premium |  |  |
| serie 1-0                  |                                                   |                      |                                               | |  |  |
|                            |                                                   |                      |                                               | |  |  |

| 4 de febrero de 2018 20:00 | Universidad Católica                    | 91–82                | Tinguiririca                                |                                                                                |  |  |
|                            | Parciales: 28-24, 15-20, 23-19, 25-19   |                      |                                             |                                                                                |  |  |
|                            | Estadísticas A. Nelson F. Schuler Casas | Reporte Pts Reb Asts | Estadísticas D. Ramirez Medina F. Pavez Fox | Pabellón: Estadio Palestino, Santiago Árbitros: César Pereira Patricio Faundez |  |  |
| 2-0                        |                                         |                      |                                             |                                                                                |  |  |
|                            |                                         |                      |                                             |                                                                                |  |  |

| 10 de febrero de 2018 20:00 | Tinguiririca                                                        | 86–75                | Universidad Católica                              |                                                                                 |  |  |
|                             | Parciales: 19-27, 21-17, 23-13, 23-18                               |                      |                                                   |                                                                                 |  |  |
|                             | Estadísticas G. Caraboni Contreras D. Ramirez Medina H. Crawford Jr | Reporte Pts Reb Asts | Estadísticas A. Nelson M. Morgan F. Schuler Casas | Pabellón: Municipal techado, San Fernando Árbitros: Miguel Bravo Rodrigo Burgos |  |  |
| 1-2                         |                                                                     |                      |                                                   |                                                                                 |  |  |
|                             |                                                                     |                      |                                                   |                                                                                 |  |  |

| 11 de febrero de 2018 20:00 | Tinguiririca                             | 79–85                | Universidad Católica                    |                                                                                     |  |  |
|                             | Parciales: 18-27, 16-17, 23-19, 22-22    |                      |                                         |                                                                                     |  |  |
|                             | Estadísticas H. Crawford Jr F. Pavez Fox | Reporte Pts Reb Asts | Estadísticas F. Schuler Casas M. Morgan | Pabellón: Municipal techado, San Fernando Árbitros: Sebastián Paduro Mauricio Silvs |  |  |
| 1-3                         |                                          |                      |                                         |                                                                                     |  |  |
|                             |                                          |                      |                                         |                                                                                     |  |  |

#### Puente Alto (3) vs. Español de Talca (2)
| 4 de febrero de 2018 20:00 | Puente Alto                                              | 92–75                | Español de Talca                                               | |  |  |
|                            | Parciales: 23-19, 19-20, 23-20, 28-16                    |                      |                                                                | |  |  |
|                            | Estadísticas J. Hill 29 J. Coronado Turkalj 21 J. Hill 5 | Reporte Pts Reb Asts | Estadísticas 20 J. Dickson IV 12 A. Jackson 3 S. Bravo Barraza | Pabellón: M. Irene Vélasquez, Puente Alto Árbitros: Rodrigo Olivero Raul Aguilar Televisión: DirecTV Sports |  |  |
| 1-0                        |                                                          |                      |                                                                | |  |  |
|                            |                                                          |                      |                                                                | |  |  |

| 5 de febrero de 2018 20:00 | Puente Alto                                         | 108–112              | Español de Talca                            |                                                                                     |  |  |
|                            | Parciales: 23-25, 19-17, 26-28, 18-16 (T.E.: 22-26) |                      |                                             |                                                                                     |  |  |
|                            | Estadísticas O. McCullough Jr H. Wilkerson lll      | Reporte Pts Reb Asts | Estadísticas J. Dickson IV H. Wilkerson lll | Pabellón: M. Irene Vélasquez, Puente Alto Árbitros: Sebastián Negrón Pablo Mardones |  |  |
| 1-1                        |                                                     |                      |                                             |                                                                                     |  |  |
|                            |                                                     |                      |                                             |                                                                                     |  |  |

| 11 de febrero de 2018 20:00 | Español de Talca                                       | 97–83                | Puente Alto                                            | |  |  |
|                             | Parciales: 24-22, 32-19, 17-17, 24-25                  |                      |                                                        | |  |  |
|                             | Estadísticas J. Dickson IV A. Jackson F. Bravo Barraza | Reporte Pts Reb Asts | Estadísticas O. McCullough Jr J. Hill C. Gallardo Mena | Pabellón: Gimnasio Regional, Talca Árbitros: Pedro Vasquez Felipe Ibarra Televisión: DirecTV Sports |  |  |
| 2-1                         |                                                        |                      |                                                        | |  |  |
|                             |                                                        |                      |                                                        | |  |  |

| 12 de febrero de 2018 20:30 | Español de Talca                      | 71–76   | Puente Alto | |  |  |
|                             | Parciales: 19-15, 12-15, 13-24, 27-22 |         |             | |  |  |
|                             |                                       | Reporte |             | Pabellón: Gimnasio Regional, Talca Árbitros: Miguel Bravo Rodrigo Oliveros Televisión: CDO Premium |  |  |
| 2-2                         |                                       |         |             | |  |  |
|                             |                                       |         |             | |  |  |

| 14 de febrero de 2018 21:00 | Puente Alto                                      | 87–75                | Español de Talca                                |                                                                                |  |  |
|                             | Parciales: 19-23, 14-16, 27-17, 27-19            |                      |                                                 |                                                                                |  |  |
|                             | Estadísticas J. Hill J. Coronado Turkalj J. Hill | Reporte Pts Reb Asts | Estadísticas H. Wilkerson lll E. Sepulveda Soto | Pabellón: M. Irene Vélasquez, Puente Alto Árbitros: César Pereira Carlos Nuñez |  |  |
| 3-2                         |                                                  |                      |                                                 |                                                                                |  |  |
|                             |                                                  |                      |                                                 |                                                                                |  |  |

### Semifinales

#### Universidad de Concepción vs. Universidad Católica
| 17 de febrero de 2018 20:00 | Universidad de Concepción | 82–76   | Universidad Católica |  |  |  |
|                             |                           |         |                      |  |  |  |
|                             |                           | Reporte |                      |  |  |  |
| 1-0                         |                           |         |                      |  |  |  |
|                             |                           |         |                      |  |  |  |

| 18 de febrero de 2018 | Universidad de Concepción | 88–55 | Universidad Católica |  |  |  |
|                       |                           |       |                      |  |  |  |
|                       |                           |       |                      |  |  |  |
| 2-0                   |                           |       |                      |  |  |  |
|                       |                           |       |                      |  |  |  |

| 1 de marzo de 2018 20:00 | Universidad Católica | 72–81   | Universidad de Concepción |  |  |  |
|                          |                      |         |                           |  |  |  |
|                          |                      | Reporte |                           |  |  |  |
| 0-3                      |                      |         |                           |  |  |  |
|                          |                      |         |                           |  |  |  |

| 2 de marzo de 2018 20:00 | Universidad Católica | vs. | Universidad de Concepción |  |  |
|                          |                      |     |                           |  |  |
|                          |                      |     |                           |  |  |

|  | Universidad de Concepción | vs. | Universidad Católica |  |  |
|  |                           |     |                      |  |  |
|  |                           |     |                      |  |  |

#### Colegio Los Leones de Quilpué vs. Puente Alto
| 17 de febrero de 2018 20:00 | Colegio Los Leones de Quilpué | 93–82   | Puente Alto |                                       |  |
|                             |                               |         |             |                                       |  |
|                             |                               | Reporte |             | Pabellón: Colegio Los Leones, Quilpué |  |

| 18 de febrero de 2018 20:00 | Colegio Los Leones de Quilpué | 87–85 | Puente Alto |                                       |
|                             |                               |       |             |                                       |
|                             |                               |       |             | Pabellón: Colegio Los Leones, Quilpué |

| 3 de marzo de 2018 | Puente Alto | vs. | Colegio Los Leones de Quilpué |  |  |
|                    |             |     |                               |  |  |
|                    |             |     |                               |  |  |

|  | Puente Alto | vs. | Colegio Los Leones de Quilpué |  |  |
|  |             |     |                               |  |  |
|  |             |     |                               |  |  |

|  | Colegio Los Leones de Quilpué | vs. | Puente Alto |  |  |
|  |                               |     |             |  |  |
|  |                               |     |             |  |  |

### Final

#### Partido 9
|  |  | vs. |  |  |  |
|  |  |     |  |  |  |
|  |  |     |  |  |  |

|  |  | vs. |  |  |  |
|  |  |     |  |  |  |
|  |  |     |  |  |  |

|  |  | vs. |  |  |  |
|  |  |     |  |  |  |
|  |  |     |  |  |  |

|  |  | vs. |  |  |  |
|  |  |     |  |  |  |
|  |  |     |  |  |  |

|  |  | vs. |  |  |  |
|  |  |     |  |  |  |
|  |  |     |  |  |  |

## Conferencia Sur

### Cuartos de final

#### Ancud (3) vs. Puerto Montt (1)
| 3 de febrero de 2018 20:00 | ABA Ancud                                                | 83–70                | CEB Puerto Montt                  |                                                                                                 |  |  |
|                            | Parciales: 25-10, 19-22, 22-15, 17-23                    |                      |                                   |                                                                                                 |  |  |
|                            | Estadísticas A. Joseph S. Suárez Garcia E. Mijares Baron | Reporte Pts Reb Asts | Estadísticas S. Robinson D. Scott | Pabellón: Gimnasio Fiscal, Ancud Árbitros: Pedro Vasquez Karol Quiñones Televisión: CDO Premium |  |  |
| 1-0                        |                                                          |                      |                                   |                                                                                                 |  |  |
|                            |                                                          |                      |                                   |                                                                                                 |  |  |

| 4 de febrero de 2018 18:00 | ABA Ancud                                                    | 88–75                | CEB Puerto Montt                                   | |  |  |
|                            | Parciales: 24-20, 24-19, 25-14, 15-22                        |                      |                                                    | |  |  |
|                            | Estadísticas D. Kirkland S. Suárez Garcia S. Carrasco Barria | Reporte Pts Reb Asts | Estadísticas J. Hook S. Robinson S. Figueroa Parra | Pabellón: Gimnasio Fiscal, Ancud Árbitros: Miguel Ángel Bravo Alex Morales Televisión: CDO Premium |  |  |
| 2-0                        |                                                              |                      |                                                    | |  |  |
|                            |                                                              |                      |                                                    | |  |  |

| 10 de febrero de 2018 21:00 | CEB Puerto Montt                                   | 98–94                | ABA Ancud                                                  |                                                                                 |  |  |
|                             | Parciales: 20-17, 26-18, 30-23, 22-36              |                      |                                                            |                                                                                 |  |  |
|                             | Estadísticas J. Hook S. Robinson S. Figueroa Parra | Reporte Pts Reb Asts | Estadísticas S. Suarez Garcia D. Kirkland S. Suarez Garcia | Pabellón: Gimnasio Municipal, Puerto Montt Árbitros: César Pereira Carlos Nuñez |  |  |
| 1-2                         |                                                    |                      |                                                            |                                                                                 |  |  |
|                             |                                                    |                      |                                                            |                                                                                 |  |  |

| 11 de febrero de 2018 19:00 | CEB Puerto Montt                      | 85–98                | ABA Ancud                                    |                                                                                         |  |  |
|                             | Parciales: 20-27, 17-20, 19-28, 29-23 |                      |                                              |                                                                                         |  |  |
|                             | Estadísticas D. Scott                 | Reporte Pts Reb Asts | Estadísticas D. Kirkland P. Sandoval Marquez | Pabellón: Gimnasio Municipal, Puerto Montt Árbitros: Claudio Villanueva Camilo Gallegos |  |  |
| 1-3                         |                                       |                      |                                              |                                                                                         |  |  |
|                             |                                       |                      |                                              |                                                                                         |  |  |

#### Deportes Castro vs. CSD Osorno
| 3 de febrero de 2018 21:00 | Deportes Castro                       | 83–76                | CSD Osorno                                               |                                                                     |  |
|                            | Parciales: 19-16, 19-17, 17-18, 28-25 |                      |                                                          |                                                                     |  |
|                            | Estadísticas Y. Coleman R. Brown      | Reporte Pts Reb Asts | Estadísticas J. Herrera Castillo K. Hill P. Coro Quitral | Pabellón: Polideportivo, Castro Árbitros: Miguel Bravo Alex Morales |  |

| 4 de febrero de 2018 20:00 | Deportes Castro                                     | 102–108              | CSD Osorno                             |                                                                         |  |  |
|                            | Parciales: 30-22, 13-13, 19-29, 27-25 (T.E.: 13-19) |                      |                                        |                                                                         |  |  |
|                            | Estadísticas R. Brown                               | Reporte Pts Reb Asts | Estadísticas K. Hill J. Fontena Azocar | Pabellón: Polideportivo, Castro Árbitros: Pedro Vasquez Nelson Saldivia |  |  |
| 1-1                        |                                                     |                      |                                        |                                                                         |  |  |
|                            |                                                     |                      |                                        |                                                                         |  |  |

| 10 de febrero de 2018 20:00 | CSD Osorno                            | 105–96  | Deportes Castro |                                                                     |  |  |
|                             | Parciales: 23-26, 27-18, 26-21, 29-31 |         |                 |                                                                     |  |  |
|                             |                                       | Reporte |                 | Pabellón: Monumental María Gallardo, Osorno Televisión: CDO Premium |  |  |
| 2-1                         |                                       |         |                 |                                                                     |  |  |
|                             |                                       |         |                 |                                                                     |  |  |

| 11 de febrero de 2018 18:00 | CSD Osorno                                      | 77–89                | Deportes Castro                            | |  |  |
|                             | Parciales: 23-23, 19-19, 15-29, 20-18           |                      |                                            | |  |  |
|                             | Estadísticas D. Summers K. Hill P. Coro Quitral | Reporte Pts Reb Asts | Estadísticas R. Brown M. Hernández Álvarez | Pabellón: Monumental María Gallardo, Osorno Árbitros: César Pereira Carlos Nuñez Televisión: CDO Premium |  |  |
| 2-2                         |                                                 |                      |                                            | |  |  |
|                             |                                                 |                      |                                            | |  |  |

| 14 de febrero de 2018 21:00 | Deportes Castro                           | 92–75                | CSD Osorno                                 |                                                                             |  |  |
|                             | Parciales: 34-21, 17-23, 24-20, 17-11     |                      |                                            |                                                                             |  |  |
|                             | Estadísticas R. Brown Y. Coleman R. Brown | Reporte Pts Reb Asts | Estadísticas D. Summers K. Hill D. Summers | Pabellón: Polideportivo, Castro Árbitros: Claudio Villanueva Rodrigo Robles |  |  |
| 3-2                         |                                           |                      |                                            |                                                                             |  |  |
|                             |                                           |                      |                                            |                                                                             |  |  |

### Semifinales

#### Club Deportivo Valdivia vs. ABA Ancud
| 16 de febrero de 2018 22:00 | Club Deportivo Valdivia                               | 73–75                | ABA Ancud                                 |                                         |  |  |
|                             | Parciales: 19-16, 21-20, 17-13, 16-26                 |                      |                                           |                                         |  |  |
|                             | Estadísticas K. Mbamalu M. Glover E. Carrasco Follert | Reporte Pts Reb Asts | Estadísticas D. Kirkland P. Bruna Trucchi | Árbitros: Rodrigo Oliveros Raúl Aguilar |  |  |
| 0-1                         |                                                       |                      |                                           |                                         |  |  |
|                             |                                                       |                      |                                           |                                         |  |  |

| 17 de febrero de 2018 22:00 | Club Deportivo Valdivia                                            | 88–87                | ABA Ancud                               |                                                                     |  |  |
|                             | Parciales: 20-20, 24-22, 14-29, 30-16                              |                      |                                         |                                                                     |  |  |
|                             | Estadísticas E. Carrasco Follert A. Calvo Masa E. Carrasco Follert | Reporte Pts Reb Asts | Estadísticas A. Joseph P. Bruna Trucchi | Asistencia: 2500 espectadores Árbitros: Pedro Vasquez Felipe Ibarra |  |  |
| 1-1                         |                                                                    |                      |                                         |                                                                     |  |  |
|                             |                                                                    |                      |                                         |                                                                     |  |  |

| 3 de marzo de 2018 19:00 | ABA Ancud | vs. | Club Deportivo Valdivia |  |  |
|                          |           |     |                         |  |  |
|                          |           |     |                         |  |  |

|  | ABA Ancud | vs. | Club Deportivo Valdivia |  |  |
|  |           |     |                         |  |  |
|  |           |     |                         |  |  |

|  | Club Deportivo Valdivia | vs. | ABA Ancud |  |  |
|  |                         |     |           |  |  |
|  |                         |     |           |  |  |

#### Las Ánimas vs. Deportes Castro
| 16 de febrero de 2018 19:00 | Las Ánimas | 85–60   | Deportes Castro |                                                                                 |  |
|                             |            |         |                 |                                                                                 |  |
|                             |            | Reporte |                 | Pabellón: Coliseo Municipal Antonio Azurmendi, Valdivia Televisión: CDO Premium |  |

| 17 de febrero de 2018 19:00 | Las Ánimas | vs.     | Deportes Castro |                                                                                 |  |
|                             |            |         |                 |                                                                                 |  |
|                             |            | Reporte |                 | Pabellón: Coliseo Municipal Antonio Azurmendi, Valdivia Televisión: CDO Premium |  |

| 3 de marzo de 2018 | Deportes Castro | vs. | Las Ánimas |  |  |
|                    |                 |     |            |  |  |
|                    |                 |     |            |  |  |

|  | Deportes Castro | vs. | Las Ánimas |  |  |
|  |                 |     |            |  |  |
|  |                 |     |            |  |  |

|  | Las Ánimas | vs. | Deportes Castro |  |  |
|  |            |     |                 |  |  |
|  |            |     |                 |  |  |

### Final

#### Partido 10
|  |  | vs. |  |  |  |
|  |  |     |  |  |  |
|  |  |     |  |  |  |

|  |  | vs. |  |  |  |
|  |  |     |  |  |  |
|  |  |     |  |  |  |

|  |  | vs. |  |  |  |
|  |  |     |  |  |  |
|  |  |     |  |  |  |

|  |  | vs. |  |  |  |
|  |  |     |  |  |  |
|  |  |     |  |  |  |

|  |  | vs. |  |  |  |
|  |  |     |  |  |  |
|  |  |     |  |  |  |

## Final Nacional

#### Partido 11
|  |  | vs. |  |  |  |
|  |  |     |  |  |  |
|  |  |     |  |  |  |

|  |  | vs. |  |  |  |
|  |  |     |  |  |  |
|  |  |     |  |  |  |

|  |  | vs. |  |  |  |
|  |  |     |  |  |  |
|  |  |     |  |  |  |

|  |  | vs. |  |  |  |
|  |  |     |  |  |  |
|  |  |     |  |  |  |

|  |  | vs. |  |  |  |
|  |  |     |  |  |  |
|  |  |     |  |  |  |

## Playoff descenso
Los equipos que pierdan en los cuartos de final de los playoffs se emparejarán en dos llaves. El perdedor de cada llave descenderá a la Segunda División 2018-19.

#### Español de Talca vs. Tinguiririca
| 17 de febrero de 2018 20:00 | Español de Talca | vs.     | Tinguiririca |                                    |  |
|                             |                  |         |              |                                    |  |
|                             |                  | Reporte |              | Pabellón: Gimnasio Regional, Talca |  |

| 18 de febrero de 2018 20:00 | Español de Talca | vs. | Tinguiririca |                                    |
|                             |                  |     |              |                                    |
|                             |                  |     |              | Pabellón: Gimnasio Regional, Talca |

| 3 de marzo de 2018 | Tinguiririca | vs. | Español de Talca |  |  |
|                    |              |     |                  |  |  |
|                    |              |     |                  |  |  |

|  | Tinguiririca | vs. | Español de Talca |  |  |
|  |              |     |                  |  |  |
|  |              |     |                  |  |  |

|  | Español de Talca | vs. | Tinguiririca |  |  |
|  |                  |     |              |  |  |
|  |                  |     |              |  |  |

#### CSD Osorno vs. CEB Puerto Montt
| 16 de febrero de 2018 20:30 | CSD Osorno                                      | 114–97               | CEB Puerto Montt                                   |                                                                                  |  |  |
|                             | Parciales: 26-21, 35-20, 25-28, 28-28           |                      |                                                    |                                                                                  |  |  |
|                             | Estadísticas K. Hill D. Summers P. Coro Quitral | Reporte Pts Reb Asts | Estadísticas D. Scott S. Robinson P. Arroyo Varela | Pabellón: Monumental María Gallardo, Osorno Árbitros: Miguel Bravo César Pereira |  |  |
| 1-0                         |                                                 |                      |                                                    |                                                                                  |  |  |
|                             |                                                 |                      |                                                    |                                                                                  |  |  |

| 17 de febrero de 2018 20:00 | CSD Osorno                            | 94–90   | CEB Puerto Montt |                                             |  |
|                             | Parciales: 15-24, 25-25, 27-20, 27-21 |         |                  |                                             |  |
|                             |                                       | Reporte |                  | Pabellón: Monumental María Gallardo, Osorno |  |

| 3 de marzo de 2018 20:00 | CEB Puerto Montt | vs. | CSD Osorno |  |  |
|                          |                  |     |            |  |  |
|                          |                  |     |            |  |  |

| 4 de marzo de 2018 | CEB Puerto Montt | vs. | CSD Osorno |  |  |
|                    |                  |     |            |  |  |
|                    |                  |     |            |  |  |

|  | CSD Osorno | vs. | CEB Puerto Montt |  |  |
|  |            |     |                  |  |  |
|  |            |     |                  |  |  |